# 23018 Annmoriarty
23018 Annmoriarty este un asteroid din centura principală de asteroizi.

## Descriere
23018 Annmoriarty este un asteroid din centura principală de asteroizi. A fost descoperit pe 15 noiembrie 1999 la Socorro, New Mexico, în cadrul proiectului LINEAR. Asteroidul prezintă o orbită caracterizată de o semiaxă mare de 2,42 ua, o excentricitate de 0,20 și o înclinație de 3,9° în raport cu ecliptica.